# Село без сељака
„Село без сељака” је југословенска телевизијска серија снимана од 1970. до 1972. године у продукцији Телевизије Београд.

## Улоге
| Глумац                  | Улога                                     |
| ----------------------- | ----------------------------------------- |
| Мира Бањац              | (1 еп. 1972)                              |
| Милан Лане Гутовић      | (1 еп. 1972)                              |
| Михаило Миша Јанкетић   | (1 еп. 1972)                              |
| Ксенија Цицварић        | Певачица (1 еп. 1972)                     |
| Ратомир Рале Дамјановић | (1 еп. 1972)                              |
| Љиљана Газдић           | (1 еп. 1972)                              |
| Томислав Кнежевић       | (1 еп. 1972)                              |
| Љиљана Крстић           | (1 еп. 1972)                              |
| Јован Милићевић         | (1 еп. 1972)                              |
| Неда Спасојевић         | (1 еп. 1972)                              |
| Васја Станковић         | (1 еп. 1972)                              |
| Мира Ступица            | (1 еп. 1972)                              |
| Милош Жутић             | (1 еп. 1972)                              |
| Вукашин Вуле Јевтић     | Певач (1970-1971) (непознат број епизода) |
| Слободан Алигрудић      | (непознат број епизода)                   |
| Миле Богдановић         | Певач (непознат број епизода)             |
| Светлана Бојковић       | (непознат број епизода)                   |
| Марија Црнобори         | (непознат број епизода)                   |
| Радмила Димић           | Певачица (непознат број епизода)          |

 Остале улоге ▼
| Глумац         | Улога                             |
| -------------- | --------------------------------- |
| Јелена Ђукић   | Водитељка (непознат број епизода) |
| Рада Ђуричин   | (непознат број епизода)           |
| Зора Дремпетић | Певачица (непознат број епизода)  |
| Добрица Ерић   | Лично (непознат број епизода)     |
| Раде Марковић  | (непознат број епизода)           |
| Даница Обренић | Певачица (непознат број епизода)  |
| Жарко Радић    | (непознат број епизода)           |
| Јара Рибникар  | Лично (непознат број епизода)     |
| Неџад Салковић | Певач (непознат број епизода)     |
| Љуба Тадић     | (непознат број епизода)           |
| Аљоша Вучковић | (непознат број епизода)           |

Комплетна ТВ екипа ▼
| Редитељ    | Радослав Лазић | (1 еп. 1972)            |
| Сценариста | Новица Савић   | (1 еп. 1972)            |
| Сценариста | Вида Томић     | (непознат број епизода) |